# 格拉斯曼流形
在数学中，格拉斯曼流形是一个向量空间 V 的给定维数的所有线性子空间。例如，格拉斯曼流形 Gr1(V) 是 V 中过原点直线的空间，从而与射影空间 PV 相同。格拉斯曼流形以赫尔曼·格拉斯曼命名。

## 引言
通过给定子空间一个拓扑结构可以谈论子空间的一个连续选取或子空间集合的一个开集或闭集；通过给它们一个微分流形结构可以考虑子空间的光滑选取。
一个自然的例子来自嵌入在欧几里得空间中光滑流形的切丛。假设我们有一个 r 维流形 M 嵌入在 {\displaystyle \mathbb {R} ^{n}} 中。在 M 中的每一点 x，M 的切丛可以视为 {\displaystyle \mathbb {R} ^{n}} 的切空间（也是 {\displaystyle \mathbb {R} ^{n}}）的一个子空间。将 x 分配为它切空间定义了一个 M 到 Grr(n) 的映射。（为此我们需要平移 M 在 x 处的切空间到原点，从而定义了一个 r-维向量子空间。这种想法非常类似于三维空间中曲面的高斯映射）。
这种想法广泛地说可以推广到一个流形 M 所有向量丛，这样每个向量丛产生一个从 M 到一个合适的一般化格拉斯曼流形的连续映射——但是为此我们须证明不同的嵌入定理。我们然后发现我们的向量丛的性质与对应的映射视为连续映射的性质有关。特别的我们发现，具有同伦的映射的向量丛是同构的。但是同伦的定义依赖于一个连续的概念，从而一个拓扑。

### 历史
最简单的非射影空间格拉斯曼流形是 {\displaystyle \mathrm {Gr} _{2}(4)}。这是尤里乌斯·普吕克研究的，做为射影三维空间中的直线，他通过普吕克坐标参数化了这个空间。赫尔曼·格拉斯曼将普吕克的工作一般化为 n 维空间中的 r 平面。

## 低维情况
当 k = 2 时，格拉斯曼流形是收集所有过原点平面的集合。在三维欧几里得空间，一个平面完全由其一条垂线确定（反之亦然）；从而 Gr2(3) 同构于 Gr1(3)（两者都同构于实射影平面）。

## 格拉斯曼流形作为集合
设 V 是域 k 上有限维向量空间。格拉斯曼流形 Grr(V) 是 V 的所有 r-维线性子空间。它也记做 Gr(V)， Gr(r, V) 或 G(r, V)。如果 V 的维数为 n，则格拉斯曼流形也记做 Gr(r, n) 或 G(r, n)。
V 的向量子空间等价于射影空间 PV 的线性子空间，故等价地可将格拉斯曼流形视为 PV 的线性子空间之集合。当格拉斯曼流形看成这样时，经常记做 Grr−1(PV)，Gr−1(PV)，Gr(r−1, n−1) 或 G(r−1, n−1)。

## 格拉斯曼流形作为齐性空间
给格拉斯曼流形一个几何结构最快的方法是将其表述为一个齐性空间。首先，注意到一般线性群 GL(V)传递作用于 V 的 r-维子空间上。从而，如果 H 是这个作用的稳定子，我们有：
Grr(V) = GL(V)/H.
如果底域是 R 或 C 且将 GL(V) 视为一个李群，则这个构造将格拉斯曼流形变为一个光滑流形。也可以利用其它群来构造。为此，取定一个 V 上的内积。在 R 上我们将 GL(V) 换成正交群 O(V)，通过限制到正交标架，我们有等式
Gr(r, n) = O(n)/(O(r) × O(n−r)).
在 C 上，我们将 GL(V) 换为酉群 U(V)。这说明格拉斯曼流形是紧致的。这些构造也使格拉斯曼流形成为一个度量空间：对 V 的一个子空间 W，令 PW 是 V 到 W 的投影。则
{\displaystyle d(W,W')=\lVert P_{W}-P_{W'}\rVert ,}
是 Grr(V) 上一个度量，这里 {\displaystyle \lVert \cdot \rVert } 表示算子范数。
如果底域 k 任意且将 GL(V) 视为一个代数群，则这种构造说明格拉斯曼是一个非奇异代数簇。还可以证明 H 是一个抛物型子群，由此得出 Grr(V) 完备。

## 普吕克嵌入
普吕克嵌入是格拉斯曼流形到一个射影空间的自然嵌入：
{\displaystyle \psi :{\mbox{Gr}}_{r}(V)\rightarrow \mathbf {P} (\wedge ^{r}V).}
假设 W 是 V 的一个 r-维子空间 V。为了定义 ψ(W)，取 W 的一组基  w1, ..., wr，然后设 ψ(W) 是这些基元素的楔积：
ψ(W) = w1 ∧ ... ∧ wr.
W 的一组不同基给出不同的楔积，但两个积只差一个非零数量（基变换矩阵的行列式）。因为右边取值于一个射影空间，ψ 是良定义的。为了说明 ψ 是一个嵌入，注意到可由 ψ(W) 重新得到 W，W 是所有向量 w 使得 w ∧ ψ(W) = 0。
格拉斯曼的这个嵌入满足一些非常简单的二次多项式称为普吕克关系。这说明了格拉斯曼流形作为一个一个代数子簇嵌入 P(∧rV)，这也给出构造格拉斯曼流形的另一个方法。为了表述普吕克关系，取 V 的两个 r-维子空间 W 和 Z，它们的基分别为 w1, ..., wr 和 z1, ..., zr。那么对任何整数 k ≥ 0，如下等式在 P(∧rV) 的齐次坐标环中成立：
{\displaystyle (w_{1}\wedge \cdots \wedge w_{r})\cdot (z_{1}\wedge \cdots \wedge z_{r})-\sum _{i_{1}<\cdots <i_{k}}(v_{1}\wedge \cdots \wedge v_{i_{1}-1}\wedge w_{1}\wedge v_{i_{1}+1}\wedge \cdots \wedge v_{i_{k}-1}\wedge w_{k}\wedge v_{i_{k}+1}\wedge \cdots \wedge v_{r})\cdot (v_{i_{1}}\wedge \cdots \wedge v_{i_{k}}\wedge w_{k+1}\cdots \wedge w_{r})=0.}

## 对偶性
V 的每个 r-维子空间 W 确定了 V 的一个 n-r-维商空间 V/W，这可写成短正合序列：
{\displaystyle 0\to W\to V\to V/W\to 0.}
取这三个空间的对偶以及线性变换得出 (V/W)* 在 V* 中的包含，其商为 W*:
{\displaystyle 0\to (V/W)^{*}\to V^{*}\to W^{*}\to 0.}
利用有限维向量空间与二次对偶的自然同构，说明再取一次对偶得到了原来的短正合序列。从而 V 的 r-维子空间与 V* 的 n-r-维子空间存在一一对应。用格拉斯曼流形表示，这是典范同构
{\displaystyle {\mbox{Gr}}_{r}(V)\cong {\mbox{Gr}}_{n-r}(V^{*}).}
取 V 与 V* 的一个同构确定了 Grr(V) 与 Grn−r(V) 的一个（非典范）同构。这个同构将一个 r-维子空间变为它的n−r-维正交补。

## 舒伯特胞腔
格拉斯曼流形的一个详细研究将其分解为叫做舒伯特胞腔的子集，最先应用于计数几何。Grr(n) 的舒伯特胞腔是用一个辅助性的旗定义：取子空间 V1, V2, ..., Vr，使得 Vi 包含于 Vi+1。然后，对 i = 1 到 r，我们考虑 Grr(n) 相应的子空间，由与 Vi 的交的维数至少为 i 的 W 组成。舒伯特胞腔的操作是舒伯特分析。
这里是这种技术的一个例子。考虑确定 {\displaystyle \chi (G_{n,r})} 的欧拉示性的问题，这里是 {\displaystyle \mathbb {R} ^{n}} 的 r-维子空间的格拉斯曼流形。取定 {\displaystyle \mathbb {R} ^{n}} 的一个一维子空间 {\displaystyle R}，考虑 {\displaystyle \mathbb {R} ^{n}} 的 r-维子空间是否包含 {\displaystyle R}，给出 {\displaystyle G_{n,r}} 的一个分解。前者是 {\displaystyle G_{n-1,r-1}}，后者是 {\displaystyle G_{n-1,r}} 上一个 r-维向量丛。这样给出递归公式：
{\displaystyle \chi G_{n,r}=\chi G_{n-1,r-1}+(-1)^{r}\chi G_{n-1,r}\,}
这里令 {\displaystyle \chi G_{n,0}=\chi G_{n,n}=1}。如果解出这些递归关系，有公式：{\displaystyle \chi G_{n,r}=0} 当且仅当 {\displaystyle n} 是偶数且 {\displaystyle r} 是奇数。另一方面，{\displaystyle \chi G_{n,r}={\lfloor {\frac {n}{2}}\rfloor  \choose \lfloor {\frac {r}{2}}\rfloor }.}

## 伴随测度
当 V'' 是一个 n-维欧几里得空间，我们可以在 {\displaystyle G_{n,r}} 上定义一个一致测度。设 {\displaystyle \theta _{n}} 是正交群 {\displaystyle O(n)} 上的单位哈尔测度并取定 {\displaystyle V\in G_{n,r}}。则对一个集合 {\displaystyle A\subseteq G_{n,r}}，定义
{\displaystyle \gamma _{n,r}(A)=\theta _{n}\{g\in O(n):gV\in A\}.}
这个测度在群 {\displaystyle O(n)} 的作用下不变，即 {\displaystyle \gamma _{n,r}(gA)=\gamma _{n,r}(A)} 对所有 {\displaystyle g\in O(n)} 成立。因为 {\displaystyle \theta _{n}(O(n))=1}，我们有 {\displaystyle \gamma _{n,r}(G_{n,r})=1}。另外  {\displaystyle \gamma _{n,r}} 关于度量空间拓扑是一个拉东测度（Radon measure），且每个相同半径（关于这个度量）的球有相同的测度——在此意义下该测度是一致的。